# Anamari Velenšek
Anamari Velenšek (Celje, 15 de maig de 1991) és una esportista eslovena que competeix en judo.
Va participar en els Jocs Olímpics de Rio de Janeiro 2016, obtenint una medalla de bronze en la categoria de –78 kg. En els Jocs Europeus de Bakú 2015 va aconseguir una medalla de bronze en la categoria de –78 kg.
Ha guanyat dues medalles en el Campionat Mundial de Judo, plata en 2015 i bronze en 2014 i quatre medalles en el Campionat Europeu de Judo entre els anys 2011 i 2015.

## Palmarès internacional
| Jocs Olímpics     | Jocs Olímpics            | Jocs Olímpics | Jocs Olímpics |
| Any               | Lloc                     | Medalla       | Categoria     |
| ----------------- | ------------------------ | ------------- | ------------- |
| 2016              | Rio de Janeiro ( Brasil) | 3             | –78 kg        |
| Campionat Mundial |                          |               |               |
| Any               | Lloc                     | Medalla       | Categoria     |
| 2014              | Txeliàbinsk ( Rússia)    | 3             | –78 kg        |
| 2015              | Astanà ( Kazakhstan)     | 2             | –78 kg        |
| Jocs Europeus     |                          |               |               |
| Any               | Lloc                     | Medalla       | Categoria     |
| 2015              | Bakú ( Azerbaidjan)      | 3             | –78 kg        |
| Campionat Europeu |                          |               |               |
| Any               | Lloc                     | Medalla       | Categoria     |
| 2011              | Istanbul ( Turquia)      | 3             | –78 kg        |
| 2012              | Txeliàbinsk ( Rússia)    | 3             | –78 kg        |
| 2013              | Budapest ( Hongria)      | 2             | –78 kg        |
| 2015              | Bakú ( Azerbaidjan)      | 3             | –78 kg        |